# Dagushan (köpinghuvudort i Kina, Shandong Sheng, lat 36,92, long 121,63)
Dagushan (kinesiska: 大孤山, 大孤山镇) är en köpinghuvudort i Kina. Den ligger i provinsen Shandong, i den östra delen av landet, omkring 410 kilometer öster om provinshuvudstaden Jinan. Antalet invånare är 24 128. Befolkningen består av 11 807 kvinnor och 12 321 män. Barn under 15 år utgör 6,0 %, vuxna 15-64 år 74 %, och äldre över 65 år 18,0 %.
Runt Dagushan är det tätbefolkat, med 276 invånare per kvadratkilometer. Närmaste större samhälle är Baishatan, 11,1 km sydost om Dagushan. Trakten runt Dagushan består till största delen av jordbruksmark.
Genomsnittlig årsnederbörd är 743 millimeter. Den regnigaste månaden är juli, med i genomsnitt 206 mm nederbörd, och den torraste är februari, med 13 mm nederbörd.